# Los Big Ben
Los Big Ben fue una banda argentina de música melódica, balada y pop de la década de 1970.

## Carrera
El grupo estaba integrado por Pepe Rigó, Abel Montes, Tito Fergal , su hermano Coco Fergal y la esposa de este, Elena Fontán (Chichi). Pepe Rigó, cuyo nombre real era José Díaz, y Tito Fergal ya fallecieron. Luego se sumó Johnny Pelkis. La banda fue presentada por Alfred D. Herger.
Grabaron una veintena de temas bajo el sello Music Hall e hicieron largas y exitosas giras por el exterior como Puerto Rico. Con el sello Philip hicieron los simples Medianoche en Moscú y Bambina, Bambina.

## Temas
- 24.000 Besos
- Medianoche en Moscú
- Bambina, Bambina
- La Hora
- El baile del ladrillo
- Mi melancolía
- Con sabor Europeo
- Pero te quise
- Lloverá
- La calle
- La marca
- Es la primavera
- Luna sobre el Mar
- Una Noche en Estambul[2]
- La novicia
- Cinco Maneras De Amar